# Mekong Delta
Mekong Delta (česky delta Mekongu) je německá thrashmetalová kapela založená roku 1985 Ralfem Hubertem, mj. majitelem vydavatelství Aaarrg Records. Je pionýrskou kapelou progresivního thrash metalu, který implementuje do tohoto rychlého metalového žánru melodické prvky a fragmenty klasické hudby. Její členové používali několik prvních let pseudonymy, neboť se rekrutovali zejména z kapel Rage a Living Death a Hubert nechtěl popudit jejich vydavatelské společnosti.
Stejnojmenné debutové studiové album vyšlo v roce 1987.

## Diskografie
Studiová alba
- Mekong Delta (1987)
- The Music of Erich Zann (1988)
- The Principle of Doubt (1989)
- Dances of Death (and Other Walking Shadows) (1990)
- Kaleidoscope (1992)
- Visions Fugitives (1994)
- Pictures at an Exhibition (1997)
- Lurking Fear (2007)
- Wanderer on the Edge of Time (2010)
- In a Mirror Darkly (2014)
- Tales Of A Future Past (2020)

EP
- The Gnom (1988)
- Toccata (1989)
- Dance on a Volcano (1993)

Kompilační alba
- Classics (1993)
- The Principle of Doubt (Ambitions) (2005)
- Intersections (2012)

Koncertní alba
- Live at an Exhibition (1992)

Singly
- A Colony of Liar Men (2020)

Box sety
- Early Albums + More (2016)

## Videografie
DVD
- Live in Frankfurt: Batschkapp 1991 (2007)